# West Livingston
West Livingston é uma Região censo-designada localizada no estado norte-americano do Texas, no Condado de Polk.

## Demografia
Segundo o censo norte-americano de 2000, a sua população era de 6.612 habitantes.

## Geografia
De acordo com o United States Census Bureau tem uma área de
62,1 km², dos quais 62,0 km² cobertos por terra e 0,1 km² cobertos por água.

## Localidades na vizinhança
O diagrama seguinte representa as localidades num raio de 20 km ao redor de West Livingston.